# Lesenceistvánd
Lesenceistvánd is een plaats (község) en gemeente in het Hongaarse comitaat Veszprém. Lesenceistvánd telt 1002 inwoners (2001).